# Josef 1. (Tysk-romerske rige)
 For alternative betydninger, se Josef 1.. (Se også artikler, som begynder med Josef 1.)
Josef 1. (født 26. juli 1678, død 17. april 1711), kejser af det Tysk-romerske rige 1705-1711 , konge af Ungarn og Böhmen og ærkehertug af Østrig. Han var den ældste søn af kejser Leopold 1.